# Євстропов Костянтин Михайлович
Костянтин Михайлович Євстропов (15 травня 1957 — березень 2002) — радянський хокеїст, нападник.

## Життєпис
Вихованець череповецької хокейної школи. За місцеву команду майстрів «Металург» виступав з 1975 по 1987 рік. За череповецький клуб відзначився 163 закинутими шайбами. У сезоні 1979/1980 захищав кольори київського «Сокола». У вищій лізі провів 37 матчів (7+8).
Потім працював таксистом. У ніч з 2-го на 3-тє березня 2002 року вийшов у нічну зміну. Був вбитий п'яними пасажирами.

## Статистика
| Сезон   | Клуб       | Ліга | І  | Г  | П  | О  | ШХ |
| ------- | ---------- | ---- | -- | -- | -- | -- | -- |
| 1975-76 | «Металург» | Д-3  | -  | 1  | -  | -  | -  |
| 1976-77 | «Металург» | Д-3  | -  | 13 | -  | -  | -  |
| 1977-78 | «Металург» | Д-3  | -  | 11 | -  | -  | -  |
| 1978-79 | «Металург» | Д-3  | -  | 12 | -  | -  | -  |
| 1979-80 | «Сокіл»    | Д-1  | 37 | 7  | 8  | 15 | 22 |
| 1980-81 | «Металург» | Д-3  | -  | 29 | -  | -  | -  |
| 1981-82 | «Металург» | Д-2  | 67 | 26 | 27 | 53 | 90 |
| 1982-83 | «Металург» | Д-2  | 52 | 22 | -  | -  | -  |
| 1983-84 | «Металург» | Д-2  | 59 | 17 | -  | -  | -  |
| 1984-85 | «Металург» | Д-2  | 44 | 17 | 19 | 36 | 57 |
| 1985-86 | «Металург» | Д-2  | 60 | 15 | 16 | 31 | 84 |
| 1986-87 | «Металург» | Д-2  | 6  | 0  | 1  | 1  | 10 |